# JIRA
JIRA
是一个缺陷跟踪管理系统，为针对缺陷管理、任务追踪和项目管理的商业性应用软件，开发者是澳大利亚的Atlassian。JIRA这个名字并不是一个缩写，而是截取自“Gojira”，日文的哥斯拉发音。

## 历史
| 版本號 | 發行日期       |
| ------ | -------------- |
| 3.0    | 2004年8月24日  |
| 3.13   | 2008年9月9日   |
| 4.0    | 2009年10月6日  |
| 4.1    | 2010年4月7日   |
| 4.2    | 2010年10月21日 |
| 4.3    | 2011年3月16日  |
| 4.4    | 2011年8月2日   |
| 5.0    | 2012年2月23日  |

## 架构
JIRA 用 Java 语言编写，使用 Pico 容器，Apache OFBiz，以及 WebWork 1 technology stack。Jira 支持 SOAP，XML-RPC 以及 REST。.
JIRA 与 SVN，CVS，Git，Clearcase，Visual SourceSafe，Mercurial 和 Perforce 等版本控制程序集成。可以使用多种语言，包括英语、日语、德语、法语、西班牙语、簡體中文等。
JIRA 拥有灵活的插件架构，可以调用 JIRA 开发者社区和第三方开发的插件，配合Atlassian IDE Connector可以与 IDE 集成，比如 Eclipse和 IntelliJ IDEA。JIRA API 允许开发者向 JIRA 中继承第三方开发的应用程序。

## 发展
Atlassian 宣称 JIRA 在全世界超过 122 个国家的 14,500 个项目中使用。
这些著名组织使用 Jira 作项目管理和 Bug 追踪 Linden Lab, JBoss, Spring Framework, Zend Framework, Hibernate, OpenSymphony, Fedora Commons, Codehaus XFire和 Skype.
Apache软件基金会 同时使用 JIRA 和 Bugzilla. 目前使用 Bugzilla 并且一直在向 JIRA 迁移.

## 主要產品版本與部署模式
Jira 目前有三大主要產品線：
- Jira Software：專為軟體開發與敏捷團隊設計，支援 Scrum、Kanban、Scrumban 等多種敏捷方法，具備豐富的專案追蹤、版本管理與報表功能。[25]
- Jira Service Management（前身為 Jira Service Desk）：針對 ITSM（IT 服務管理）、客服中心與內部服務流程設計，支援 SLA 管理、自助服務入口與自動化。
- Jira Work Management：面向商業與非技術團隊，簡化任務管理、流程協作與跨部門專案追蹤。

Jira 支援三種部署模式：
- 雲端（Jira Cloud）：由 Atlassian 託管，提供自動升級、彈性擴充與最新功能。
- 資料中心（Jira Data Center）：適用於大型企業，支援高可用性與自有基礎設施管理。
- 伺服器（Jira Server）：2024 年已進入終止維護階段，鼓勵用戶遷移至雲端或資料中心。

## 安全性
在2010年4月，一個JIRA的XSS漏洞成為了存取關鍵的Apache軟體基金會伺服器替代方案的跳板。